# 1938 год
1938 (ты́сяча девятьсо́т три́дцать восьмо́й) год  по григорианскому календарю — невисокосный год, начинающийся в субботу. Это 1938 год нашей эры, 8‑й год 4‑го десятилетия XX века 2‑го тысячелетия, 9‑й год 1930‑х годов. Он закончился 87 лет назад.
| Пн | Вт | Ср | Чт | Пт | Сб | Вс |
|    |    |    |    |    | 1  | 2  |
| 3  | 4  | 5  | 6  | 7  | 8  | 9  |
| 10 | 11 | 12 | 13 | 14 | 15 | 16 |
| 17 | 18 | 19 | 20 | 21 | 22 | 23 |
| 24 | 25 | 26 | 27 | 28 | 29 | 30 |
| 31 |    |    |    |    |    |    |

| Пн | Вт | Ср | Чт | Пт | Сб | Вс |
|    | 1  | 2  | 3  | 4  | 5  | 6  |
| 7  | 8  | 9  | 10 | 11 | 12 | 13 |
| 14 | 15 | 16 | 17 | 18 | 19 | 20 |
| 21 | 22 | 23 | 24 | 25 | 26 | 27 |
| 28 |    |    |    |    |    |    |

| Пн | Вт | Ср | Чт | Пт | Сб | Вс |
|    | 1  | 2  | 3  | 4  | 5  | 6  |
| 7  | 8  | 9  | 10 | 11 | 12 | 13 |
| 14 | 15 | 16 | 17 | 18 | 19 | 20 |
| 21 | 22 | 23 | 24 | 25 | 26 | 27 |
| 28 | 29 | 30 | 31 |    |    |    |

| Пн | Вт | Ср | Чт | Пт | Сб | Вс |
|    |    |    |    | 1  | 2  | 3  |
| 4  | 5  | 6  | 7  | 8  | 9  | 10 |
| 11 | 12 | 13 | 14 | 15 | 16 | 17 |
| 18 | 19 | 20 | 21 | 22 | 23 | 24 |
| 25 | 26 | 27 | 28 | 29 | 30 |    |

| Пн | Вт | Ср | Чт | Пт | Сб | Вс |
|    |    |    |    |    |    | 1  |
| 2  | 3  | 4  | 5  | 6  | 7  | 8  |
| 9  | 10 | 11 | 12 | 13 | 14 | 15 |
| 16 | 17 | 18 | 19 | 20 | 21 | 22 |
| 23 | 24 | 25 | 26 | 27 | 28 | 29 |
| 30 | 31 |    |    |    |    |    |

| Пн | Вт | Ср | Чт | Пт | Сб | Вс |
|    |    | 1  | 2  | 3  | 4  | 5  |
| 6  | 7  | 8  | 9  | 10 | 11 | 12 |
| 13 | 14 | 15 | 16 | 17 | 18 | 19 |
| 20 | 21 | 22 | 23 | 24 | 25 | 26 |
| 27 | 28 | 29 | 30 |    |    |    |

| Пн | Вт | Ср | Чт | Пт | Сб | Вс |
|    |    |    |    | 1  | 2  | 3  |
| 4  | 5  | 6  | 7  | 8  | 9  | 10 |
| 11 | 12 | 13 | 14 | 15 | 16 | 17 |
| 18 | 19 | 20 | 21 | 22 | 23 | 24 |
| 25 | 26 | 27 | 28 | 29 | 30 | 31 |

| Пн | Вт | Ср | Чт | Пт | Сб | Вс |
| 1  | 2  | 3  | 4  | 5  | 6  | 7  |
| 8  | 9  | 10 | 11 | 12 | 13 | 14 |
| 15 | 16 | 17 | 18 | 19 | 20 | 21 |
| 22 | 23 | 24 | 25 | 26 | 27 | 28 |
| 29 | 30 | 31 |    |    |    |    |

| Пн | Вт | Ср | Чт | Пт | Сб | Вс |
|    |    |    | 1  | 2  | 3  | 4  |
| 5  | 6  | 7  | 8  | 9  | 10 | 11 |
| 12 | 13 | 14 | 15 | 16 | 17 | 18 |
| 19 | 20 | 21 | 22 | 23 | 24 | 25 |
| 26 | 27 | 28 | 29 | 30 |    |    |

| Пн | Вт | Ср | Чт | Пт | Сб | Вс |
|    |    |    |    |    | 1  | 2  |
| 3  | 4  | 5  | 6  | 7  | 8  | 9  |
| 10 | 11 | 12 | 13 | 14 | 15 | 16 |
| 17 | 18 | 19 | 20 | 21 | 22 | 23 |
| 24 | 25 | 26 | 27 | 28 | 29 | 30 |
| 31 |    |    |    |    |    |    |

| Пн | Вт | Ср | Чт | Пт | Сб | Вс |
|    | 1  | 2  | 3  | 4  | 5  | 6  |
| 7  | 8  | 9  | 10 | 11 | 12 | 13 |
| 14 | 15 | 16 | 17 | 18 | 19 | 20 |
| 21 | 22 | 23 | 24 | 25 | 26 | 27 |
| 28 | 29 | 30 |    |    |    |    |

| Пн | Вт | Ср | Чт | Пт | Сб | Вс |
|    |    |    | 1  | 2  | 3  | 4  |
| 5  | 6  | 7  | 8  | 9  | 10 | 11 |
| 12 | 13 | 14 | 15 | 16 | 17 | 18 |
| 19 | 20 | 21 | 22 | 23 | 24 | 25 |
| 26 | 27 | 28 | 29 | 30 | 31 |    |

## События

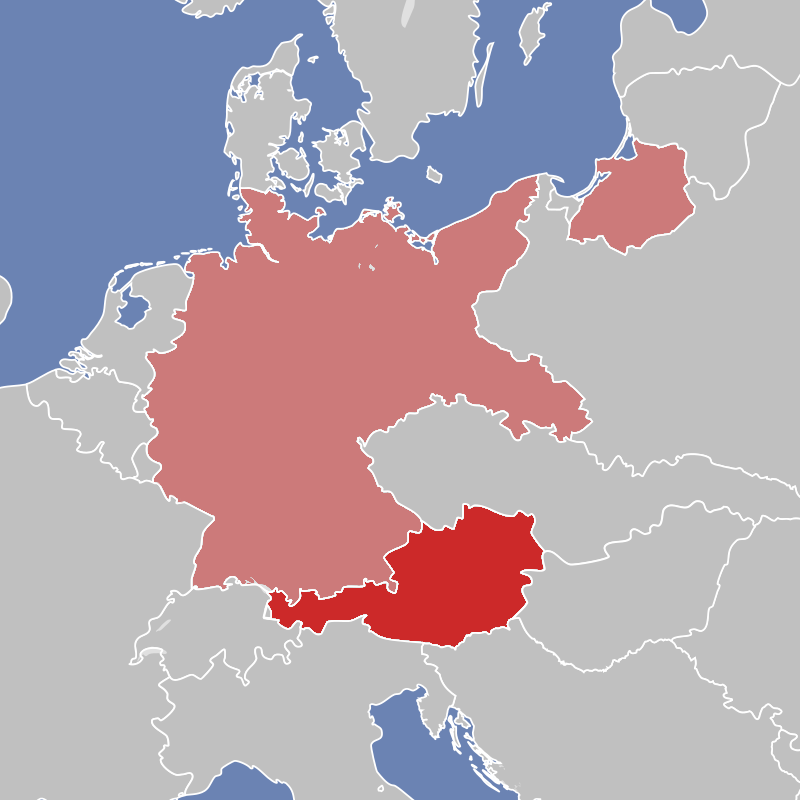
Аншлюс Австрии

### Январь
- 1 января — Чан Кайши уходит в отставку с поста председателя Исполнительного Юаня (премьер-министра) Китая, должность занимает Кун Сянси.
- 15 января — введено областное деление в Белорусской ССР. Образованы Витебская, Гомельская, Минская, Могилёвская и Полесская области[1].
- 10 января — в результате взрыва большой партии боеприпасов, хранившихся в туннеле мадридского метрополитена во время гражданской войны погибло около 100 человек.
- 24 января — учреждена Юбилейная медаль «XX лет Рабоче-Крестьянской Красной Армии».
- 31 января — Франсиско Франко провозглашён Председателем правительства Испании.

### Февраль
- 4 февраля — ликвидирована должность военного министра Германии (из-за дела Фрича-Бломберга, что означало серьёзную победу НСДАП над армейским командованием в борьбе за власть.
- 6 февраля — в районе Кандалакши потерпел катастрофу дирижабль СССР-В6 (Осоавиахим), погибло 13 человек.
- 10 февраля — король Румынии Кароль II при поддержке армии приостановив действие Конституции и, распустив парламент, установил личную диктатуру, а заодно и запретил политические партии и профсоюзы.
- 12 февраля — Адольф Гитлер направил федеральному канцлеру Австрии Курту Шушнигу ультиматум с требованием предоставить НСДАП свободу действий в Австрии и включить её представителей в состав правительства страны. Условия ультиматума приняты[2].
- 16 февраля — в результате схода лавины с горы Кукисвумчорр (Хибины, Мурманская область) погиб 21 человек[3].
- 20 февраля — президентом Аргентины стал Роберто Марселино Ортис.
- 24-25 февраля — в условиях безальтернативности в Эстонии прошли парламентские выборы. Проправительственные кандидаты получили 64 места из 80.

### Март
- 1 марта — основан «Samsung»[4]
- 2-13 марта — «Третий московский процесс» над группой бывших государственных и партийных руководителей Советского Союза.
- 3 марта — в Саудовской Аравии обнаружена нефть.
- 6 марта — на парламентских выборах в Аргентине правящий блок партий получил 61,6 % голосов и 52 из 81 места в Национальном конгрессе.
- 6 и 27 марта — в условиях запрета политических партий в Болгарии прошли парламентские выборы. Проправительственные кандидаты получили 97 мест, оппозиционные — 63.
- 11 марта — Федеральный канцлер Австрии Курт Шушниг ушёл в отставку, новым канцлером стал нацист Артур Зейсс-Инкварт. В ночь на 12 марта германская армия перешла границу Австрии. Начало аншлюса[2].
- 13 марта — принятие закона о воссоединении Австрии с Германской империей. Президент Австрии Вильгельм Миклас отказывается подписывать законопроект и уходит в отставку, и. о. президента становится А. Зейсс-Инкварт, подписывающий закон.
- 17 марта — СССР выразил решительный протест против аншлюса Австрии[5].
- 18 марта — президент Мексики Ласаро Карденас объявил о национализации и экспроприации собственности нефтяных компаний, принадлежавших иностранным фирмам..
- 27 марта — на всеобщих выборах в Уругвае победила Партия Колорадо, получившая 48,4 % голосов и 63 из 99 мест в Палате представителей, её кандидат Альфредо Бальдомир избран президентом страны (61,3 % голосов).
- 30 марта — король Королевство Италия (1861—1946)Италии Виктор Эммануил III и Председатель Совета министров, дуче Бенито Муссолини получили высший воинский ранг Первого маршала империи.

### Апрель
- 8 апреля — в Тунисе начались двухдневные массовые волнения с требованием удовлетворения национальных требований[6].
- 10 апреля
  - В Германии и Австрии проведены выборы и плебисцит, подтвердивший присоединение Австрии к нацистской Германии. На безальтернативных выборах в Государственное собрание Великой Германии НСДАП получает 99,1 % голосов и все 814 мест. После этого страны Европы признали аншлюс[5].
  - Эдуар Даладье стал премьер-министром Франции[7].
- 12 апреля — французские колониальные власти объявили о роспуске националистической партии Новый Дустур в Тунисе[6].
- 24 апреля — Константин Пятс стал президентом Эстонии.

### Май
- 1 мая — на безальтернативных президентских выборах в Колумбии представитель Либеральной партии Эдуардо Сантос Монтехо избран президентом страны.
- 6 мая — в Москве открылась художественная выставка «XX лет РККА и Военно-морского флота».
- 14 мая — Чили выходит из Лиги Наций.
- 21 мая — правительство Чехословакии отдаёт приказ о частичной мобилизации войск из-за Судетского кризиса.
- 25 мая — при бомбёжке города Аликанте авиацией франкистов погибло 313 мирных жителей.
- 28 мая — подполковник Херман Буш избран парламентом конституционным президентом Боливии.

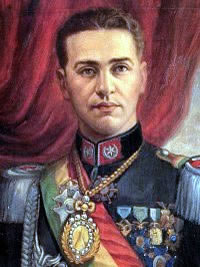
Глава Боливии Херман Буш

### Июнь
- 3 июня — Донецкая область Украинской ССР разделена на Сталинскую и Ворошиловградскую области[8].
- 5 июня и 7 июня — подрыв гоминьдановскими войсками дамб на реке Хуанхэ. В результате последовавшего наводнения погибло около полумиллиона человек.
- 15 июня — Ласло Биро патентует современную шариковую ручку.
- 25 июня — Дуглас Хайд избран первым президентом Ирландии.
- 26 июня — выборы (на безальтернативной основе) в Верховный Совет РСФСР первого созыва.

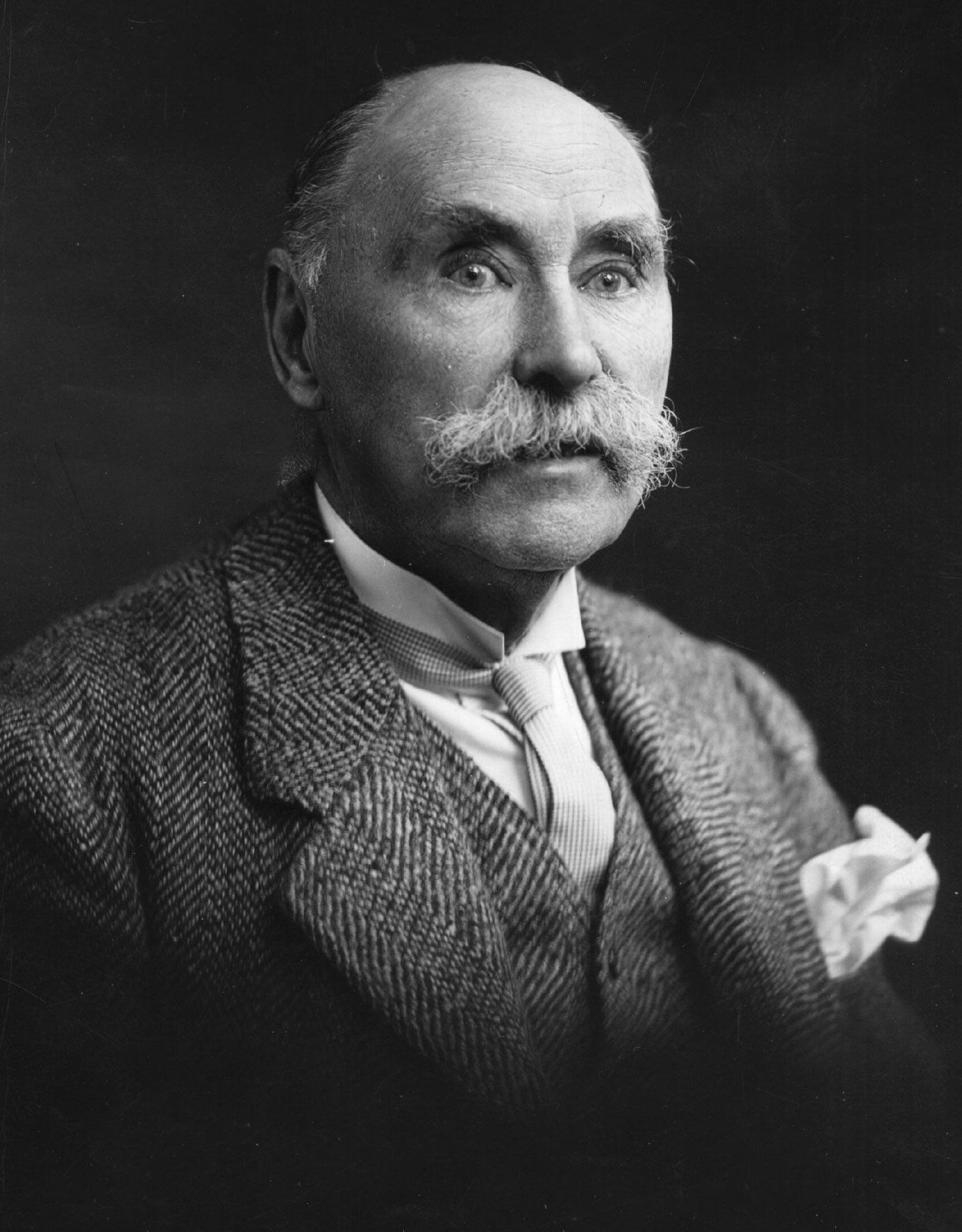
Ирландский президент Дуглас Хайд

### Июль
- 7 июля — начал вещание Опытный Ленинградский радиоцентр.
- 10-14 июля — экипаж во главе с Говардом Хьюзом на самолёте Lockheed 14 совершил кругосветный перелёт за 3 дня 19 часов 8 минут и 10 секунд, пролетев 23 612 км.
- 21 июля — подписан мирный договор между Боливией и Парагваем, официально завершивший Чакскую войну. Большая часть области Чако отошла к Парагваю.
- 24 июля — на авиашоу в Санта-Ане истребитель Hawk II F11C упал на трибуну со зрителями, погибли от 60 до 75 человек.
- 25 июля — попытка переворота в Греции против диктаторского правительства И. Метаксаса.
- 29 июля-11 августа — советско-японские бои на озере Хасан.

### Август
- 6 августа — под Москвой потерпел катастрофу дирижабль СССР В-10, погибло 7 членов экипажа.
- 12 августа — временной столицей Китая провозглашён Чунцин, куда переехало правительство Чан Кайши.

### Сентябрь
- 3 сентября — на учредительном конгрессе в Париже основан Четвёртый интернационал.
- 5 сентября — попытка фашистского переворота в Чили, организованная Национал-социалистическим движением.
- 18 сентября — на полуострове Ямал зафиксировано необъяснимое наступление темноты днём (Чёрный день).
- 21 сентября
  - СССР в Лиге Наций заявил решительный протест против аншлюса Австрии[5].
  - В результате урагана в Новой Англии (США) погибло до 800 человек.
- 27 сентября — спущено на воду судно «Куин Элизабет», крупнейший пассажирский лайнер в мире до 1972 года.
- 30 сентября — подписано Мюнхенское соглашение между Великобританией, Францией, Нацистской Германией и Италией (называемое также «Мюнхенский сговор» по разделу Чехословакии), по которому Германия получила согласие на присоединение к себе Судетской области.

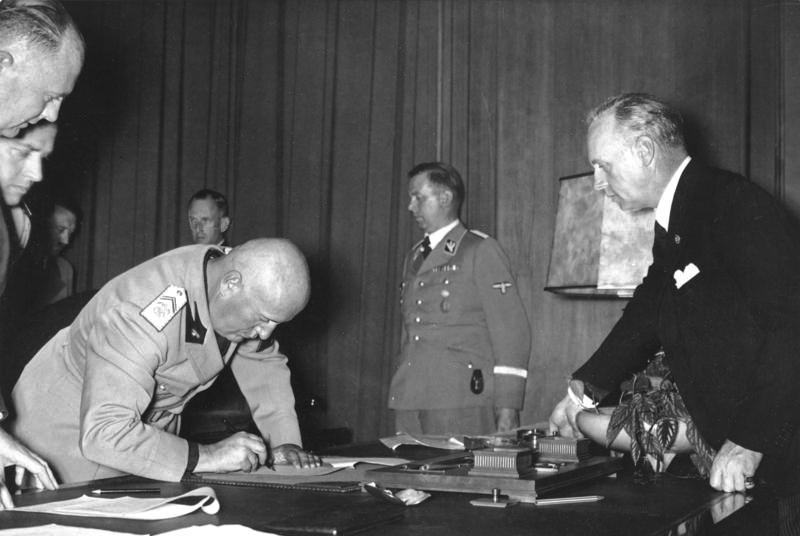
Подписание Мюнхенского соглашения

### Октябрь
- 1 октября
  - германские войска пересекли границу Чехословакии и к 10 октября заняли всю территорию Судетской области.
  - Чехословакия приняла ультиматум Польши об уступке ей Тешинской области, которая 2 октября была занята польскими войсками.
- 5 октября — президент Чехословакии Эдвард Бенеш ушёл в отставку.
- 6 октября — Словакия объявляет о своей автономии в составе Чехословакии, премьер-министром провозглашён Йозеф Тисо.
- 20 октября — в СССР Дальневосточный край разделён на Хабаровский край и Приморский край[9].
- 28-29 октября — Збонщинское выдворение.
- 20 октября — радиоспектакль «Война миров» по одноимённому роману Герберта Уэллса вызвал панику на северо-востоке США.
- 25 октября — на президентских выборах в Чили президентом избран кандидат Рвдикальной партии Педро Агирре Серда, получивший 50,5 % голосов против 49,5 %, полученных либералом Густаво Россом.
- 30 октября — в условиях однопартийности в Португалии прошли парламентские выборы, все места в Национальном Собрании получил правящий Национальный союз.
- Октябрь — японская армия захватывает Кантон.

### Ноябрь

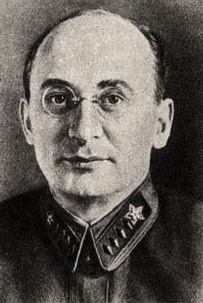
Народный комиссар внутренних дел СССР Л. П. Берия

- 2 ноября — согласно решению Первого Венского арбитража южная часть Подкарпатской Руси и районы южной Словакии, населённые преимущественно венграми, были отделены от Чехословакии и присоединены к Венгрии.
- 4 ноября — основан заповедник Тигровая балка в Таджикской ССР.
- 6 ноября — в условиях бойкота оппозиционных партий на выборах в Сейм Польши правительственная партия Лагерь национального объединения получила 164 из 208 мест.
- 9 ноября — во время допроса умер Маршал Советского Союза Василий Блюхер.
- В ночь с 9 на 10 ноября произошли массовые еврейские погромы в Германии, которые вошли в историю как «Хрустальная ночь».
- 11 ноября — президентом Турции стал Исмет Инёню.
- 24 ноября — первый секретарь Тбилисского горкома КП(б) Грузии Лаврентий Берия занял должность наркома внутренних дел СССР.
- 30 ноября — Национальное собрание Чехословакии избрало Эмиля Гаху президентом республики («за» проголосовали 272 из 312 депутатов).

### Декабрь
- 11 декабря — на парламентских выборах в Югославии победил правящий Радикальный Союз, получивший 54,1 % голосов и 306 из 373 мест в Национальном Собрании.
- 16 декабря — после отставки премьер-министра Сиама Пхахона Пхаюхасены новым премьер-министром стал Плек Пибунсонгкрам.
- 18 декабря — в условиях запрета оппозиционных партий в Словакии прошли парламентские выборы, на которых клерикально-фашистская христианская ультранационалистическая Глинкова словацкая народная партия получила в составе блока партий 47 из 63 мест в парламенте (сам блок, «Объединённый лист», получил 50 мест).
- 27 декабря
  - В СССР учреждено почётное звание Герой Социалистического Труда[10].
  - Президент Рузвельт объявляет начало Программы обучения гражданских пилотов и формирование Гражданского аэропатруля — вспомогательной гражданской организации ВВС США.
- 31 декабря — в СССР прекращена деятельность датской телеграфной концессии.

### Без точных дат
- Немецкий инженер Конрад Цузе создал первую в мире программируемую вычислительную машину Z1.
- В Вуппертале-Элберфельд в Рурской долине Германии двумя немецкими учёными — Герхардом Шрадером и Ambrose, пытавшимися получить более мощные пестициды, был открыт зарин.
- Ленинградское издательство Academia переведено в Москву и включено в состав Гослитиздата.
- К нацистской Германии присоединена Новая Швабия.

## Персоны года
Человек года по версии журнала Time — Адольф Гитлер, рейхсканцлер Германии.

## Родились
См. также: Категория:Родившиеся в 1938 году

### Январь
- 1 января — Фрэнк Ланджелла, американский актёр театра и кино, лауреат четырёх премий «Тони».
- 2 января — Ханс Хербьёрнсрюд, норвежский писатель (ум. в 2023).
- 3 января — Александр Лазарев, советский и российский актёр (ум. в 2011).
- 5 января — Хуан Карлос I, король Испании в 1975—2014 годах..
- 6 января
  - Адриано Челентано, итальянский киноактёр, певец, музыкант, кинорежиссёр, телеведущий, общественный деятель.
  - Василий Стус, украинский поэт, диссидент, политзаключённый, Герой Украины.(ум. в 1985)
  - Лариса Шепитько, советский кинорежиссёр, сценарист и актриса (погибла в 1979).
- 8 января — Евгений Нестеренко, оперный певец (бас), педагог, народный артист СССР (ум. в 2021).
- 10 января
  - Дональд Эрвин Кнут, американский учёный в области информатики, идеолог программирования, создатель TeX и METAFONT.
  - Йозеф Куделка, чешско-французский фотограф-документалист.
- 14 января — Андрей Ладынин, советский и российский кинорежиссёр, сценарист, актёр (ум. в 2011).
- 23 января
  - Анатолий Марченко, советский правозащитник, писатель-диссидент, политзаключённый (ум. в 1986).
  - Георг Базелиц (наст. имя Ханц-Георг Керн), немецкий скульптор, график и живописец-неоэкспрессионист.
- 25 января — Владимир Высоцкий, актёр, поэт, певец (ум. в 1980).
- 28 января — Леонид Жаботинский, советский штангист, двукратный олимпийский чемпион, четырёхкратный чемпион мира, заслуженный мастер спорта СССР (ум. в 2016).
- 30 января — Ислам Каримов, президент Узбекистана в 1991—2016 годах (ум. в должности).
- 31 января — Беатрикс, королева Нидерландов в 1980—2013 годах.

### Февраль
- 2 февраля
  - Татьяна Самусенко, советская фехтовальщица на рапирах, трёхкратная олимпийская чемпионка, пятикратная чемпионка мира, заслуженный мастер спорта СССР (ум. в 2000).
  - Александр Чудаков, советский и российский филолог, литературовед, писатель (ум. в 2005).
- 6 февраля — Спартак Ахметов, советский учёный-геолог, поэт и писатель-фантаст (ум. в 1996).
- 9 февраля
  - Игорь Гранов, музыкант, композитор, продюсер, заслуженный артист РСФСР (ум. в 2021).
  - Юрий Коваль, русский советский детский писатель, поэт, сценарист, художник, скульптор, автор-исполнитель (ум. в 1995).
- 10 февраля — Георгий Вайнер, советский и российский писатель, мастер детективного жанра, сценарист, журналист (ум. в 2009).
- 11 февраля
  - Борис Майоров, советский хоккеист, телеведущий, журналист, спортивный комментатор, двукратный олимпийский чемпион, шестикратный чемпион мира, заслуженный мастер спорта СССР.
  - Евгений Майоров, советский хоккеист, спортивный комментатор, олимпийский чемпион, двукратный чемпион мира, заслуженный мастер спорта СССР (ум. в 1997).
- 18 февраля
  - Светлана Данильченко, советская актриса театра и кино (ум. в 2008).
  - Иштван Сабо, венгерский кинорежиссёр, сценарист и писатель, один из учредителей Европейской киноакадемии.
- 22 февраля — Артавазд Пелешян, кинорежиссёр художественного, телевизионного и документального кино, народный артист Республики Армения.
- 23 февраля — Иржи Менцель, чешский кинорежиссёр, актёр, сценарист (ум. в 2020).
- 24 февраля — Фил Найт, американский бизнесмен, сооснователь и президент фирмы «Nike».
- 25 февраля — Виктор Косичкин, советский конькобежец, олимпийский чемпион, чемпион мира и Европы (ум. в 2012).
- 26 февраля — Александр Проханов, советский и российский писатель, прозаик, публицист, журналист, сценарист, общественный и политический деятель.
- 28 февраля — Стефан Турчак, советский украинский дирижёр, педагог. Герой Социалистического Труда, народный артист СССР (ум. в 1988).

### Март
- 1 марта — Борислав Брондуков, советский и украинский киноактёр, народный артист Украинской ССР (ум. в 2004).
- 2 марта
  - Вячеслав Зайцев, советский и российский модельер, народный художник Российской Федерации, лауреат Государственной премии Российской Федерации (ум. в 2023).
  - Рикардо Лагос, президент Чили в 2000—2006 годах.
- 4 марта — Альфа Конде, президент Гвинеи в 2010—2021 годах.
- 5 марта — Фред Уильямсон, американский актёр, режиссёр, сценарист и продюсер.
- 7 марта — Дейвид Балтимор, американский биохимик, молекулярный биолог и вирусолог, педагог, популяризатор науки, лауреат Нобелевской премии по физиологии или медицине за 1975 год.
- 8 марта — Олег Чухонцев, русский поэт и переводчик.
- 12 марта — Владимир Мсрян, советский и армянский актёр театра и кино, народный артист Армении (ум. в 2010).
- 15 марта
  - Лионелла Пырьева, советская и российская актриса, заслуженная артистка РСФСР.
  - Владимир Стрелков, советский и российский кинорежиссёр и сценарист (ум. в 2024).
- 17 марта — Рудольф Нуреев, советский, британский и французский артист балета и балетмейстер (ум. в 1993).
- 20 марта — Сергей Новиков, советский и российский математик, академик АН СССР и РАН (ум. в 2024).
- 22 марта — Виктор Захарченко, советский и российский фольклорист и общественный деятель, хоровой дирижёр, композитор, Герой Труда Российской Федерации, народный артист РСФСР, лауреат Государственной премии Российской Федерации, художественный руководитель Государственного академического Кубанского казачьего хора.
- 26 марта
  - Алексей Петренко, советский и российский актёр театра и кино, народный артист РСФСР, народный артист Украины, лауреат Государственной премии РФ (ум. в 2017).
  - Энтони Леггетт, британо-американский физик, лауреат Нобелевской премии 2003 года, иностранный член Российской академии наук.
- 31 марта
  - Сергей Бархин, советский и российский сценограф, художник, архитектор, писатель, народный художник РФ, лауреат двух Государственных премий РФ (ум. в 2020).
  - Александр Збруев, советский и российский актёр театра и кино, народный артист РСФСР, народный артист РСФСР, лауреат Государственной премии РФ.

### Апрель
- 4 апреля — Илья Резник, российский поэт-песенник, народный артист Российской Федерации.
- 8 апреля — Кофи Аннан, генеральный секретарь ООН в 1997—2006 годах, лауреат Нобелевской премии мира за 2001 год (ум. в 2018).
- 9 апреля — Виктор Черномырдин, советский и российский государственный и политический деятель, председатель Правительства Российской Федерации в 1992—1998 годах (ум. в 2010).
- 15 апреля — Клаудия Кардинале, итальянская киноактриса.
- 20 апреля — Игорь Сергеев, российский государственный и военный деятель, маршал Российской Федерации, Герой Российской Федерации (ум. в 2006).
- 24 апреля — Вячеслав Кондратьев, российский учёный-математик, член-корреспондент РАН (ум. в 2021).
- 30 апреля — Ларри Нивен, американский писатель-фантаст, автор культового романа «Мир-Кольцо».

### Май
- 10 мая — Марина Влади, французская киноактриса, певица, писательница, последняя жена Владимира Высоцкого.
- 10 мая — Максим Шостакович, советский, американский и российский дирижёр и пианист, сын Дмитрия Шостаковича, заслуженный артист РСФСР.
- 23 мая — Владимир Перетурин, советский футболист и спортивный комментатор (ум. в 2017).
- 24 мая — Томми Чонг, канадский и американский актёр и музыкант, участник дуэта «Чич и Чонг».

### Июнь
- 3 июня — Всеволод Шиловский, советский и российский актёр театра и кино, режиссёр театра, кино и телевидения, сценарист и педагог, народный артист РСФСР.

### Июль
- 8 июля — Андрей Мягков, советский и российский актёр театра и кино (ум. в 2021).
- 9 июля — Лия Ахеджакова, советская и российская актриса театра и кино.
- 18 июля — Пол Верховен, нидерландский и американский кинорежиссёр.
- 19 июля — Вахтанг Кикабидзе, советский и грузинский певец, автор песен, киноактёр, кинорежиссёр, сценарист, политический деятель (ум. в 2023).
- 20 июля
  - Натали Вуд, американская актриса(ум. в 1981).
  - Алексей Герман, советский и российский кинорежиссёр (ум. в 2013).
- 22 июля — Александр (Милеант), епископ Буэнос-Айресский и Южноамериканский (РПЦЗ), христианский богослов (ум. в 2005).
- 28 июля
  - Чуан Ликпай, премьер-министр Таиланда в 1992—1995 и 1997—2001 годах.
  - Альберто Фухимори, президент Перу в 1990—2000 годах (ум. в 2024).

### Август
- 8 августа — Конни Стивенс, американская киноактриса, секс-символ 1960-х годов.
- 9 августа — Леонид Кучма, премьер-министр (в 1992—1993) и президент (в 1994—2005) Украины.
- 18 августа — Вадим Мулерман, советский певец, народный артист РСФСР (ум. в 2018).
- 19 августа — Валентин Манкин, советский яхтсмен, трёхкратный олимпийский чемпион, первый в истории СССР чемпион мира по парусному спорту, заслуженный мастер спорта СССР, заслуженный тренер СССР(ум. в 2014).
- 25 августа — Фредерик Форсайт, британский писатель(ум. в 2025).
- 28 августа — Пол Мартин, премьер-министр Канады в 2003—2006 годах.

### Сентябрь
- 3 сентября — Рёдзи Ноёри, японский учёный-химик, лауреат Нобелевской премии по химии 2001 года.
- 22 сентября — Дин Рид, американский актёр и певец (ум. в 1986).
- 23 сентября — Роми Шнайдер, немецко-французская киноактриса, звезда австрийского, немецкого и французского кино (ум. в 1982).
- 25 сентября — Лидия Федосеева-Шукшина, советская и российская актриса.
  - 29 сентября — Вим Кок, премьер-министр Нидерландов в 1994—2002 годах (ум. в 2018).

### Октябрь
- 1 октября — Стелла Стивенс, американская актриса (ум. в 2023).
- 4 октября — Курт Вютрих, швейцарский химик, лауреат Нобелевской премии по химии 2002 года.
- 14 октября — Владислав Крапивин, советский и российский детский писатель (ум. в 2020).
- 22 октября
  - Рудольф Фурманов, российский актёр, режиссёр, продюсер, литератор, антрепренёр (ум. в 2021).
  - Кристофер Ллойд, американский актёр кино и телевидения.
- 24 октября — Венедикт Ерофеев, русский писатель («Москва — Петушки») (ум. в 1990).
- 29 октября — Элен Джонсон-Серлиф, президент Либерии в 2006—2018 годах, лауреат Нобелевской премии мира за 2011 год, первая женщина-президент африканской страны.

### Ноябрь
- 4 ноября — Виталий Дырдыра, советский яхтсмен, олимпийский чемпион (1972), заслуженный мастер спорта СССР (1972), неоднократный чемпион СССР (ум. в 2024).
- 5 ноября
  - Джо Дассен, французский певец и музыкант (ум. в 1980).
  - Сесар Луис Менотти, аргентинский футболист и тренер, тренер национальной сборной в 1974—1983 годах (ум. в 2024).
- 8 ноября
  - Владимир Веклич[11], изобретатель троллейбусного поезда[12] (ум. в 1993).
  - Муртала Мухаммед, национальный герой Нигерии, президент в 1975—1976 годах (убит в должности в 1976).
- 12 ноября — Бенджамин Мкапа, президент Танзании в 1995—2005 годах (ум. в 2020).
- 16 ноября — Евгений Свердлов, советский и российский биохимик, профессор, академик РАН, директор Института молекулярной генетики РАН.
- 19 ноября — Тед Тёрнер, американский бизнесмен, основатель круглосуточного новостного канала CNN, продюсер, филантроп.
- 24 ноября — Наталья Крачковская, советская и российская актриса (ум. в 2016).
- 26 ноября — Анна Шатилова, советский и российский диктор Центрального телевидения Гостелерадио СССР, теле- и радиоведущая.

### Декабрь
- 4 декабря — Валерий Клигер, советский волейболист и тренер, заслуженный тренер СССР.
- 8 декабря — Джон Куфуор, президент Ганы в 2001—2009 годах.
- 12 декабря — Равиль Бикбаев, башкирский поэт, литературовед (ум. в 2019).
- 15 декабря — Хуан Карлос Васмоси, президент Парагвая в 1993—1998 годах.
- 16 декабря — Лив Ульман, норвежская актриса.
- 21 декабря — Юрий Лощиц, советский и российский писатель.
- 31 декабря — Мариан Нгуаби, президент Народной Республики Конго в 1969—1977 годах (убит в должности в 1977)

## Скончались
См. также: Категория:Умершие в 1938 году
- 11 января — Георгий Эрихович Лангемак, один из пионеров советской ракетной техники (расстрелян).
- 14 января — Анатолий Николаевич Пепеляев, деятель Белого движения (расстрелян).
- 8 февраля — Владимир Александрович Антонов-Овсеенко, русский революционер, советский партийный, государственный и военный деятель (расстрелян).
- 10 февраля — Григорий Наумович Каминский, революционер, советский государственный и общественный деятель, один из организаторов советского здравоохранения (расстрелян).
- 11 февраля — Мартын Иванович Лацис, революционер, деятель советских органов государственной безопасности (расстрелян).
- 21 февраля — Борис Петрович Корнилов, русский поэт (расстрелян).
- 1 марта — Габриеле д’Аннунцио, итальянский писатель, поэт, драматург, военный и политический деятель.
- 14 марта — Дария (Зайцева) преподобномученица, (расстреляна).
- 15 марта
  - Николай Иванович Бухарин, российский революционер, политический и партийный деятель, академик АН СССР (расстрелян).
  - Исаак Абрамович Зеленский, советский партийный и государственный деятель (расстрелян).
  - Акмаль Икрамович Икрамов, советский партийный и государственный деятель (расстрелян).
  - Николай Николаевич Крестинский, российский революционер, политический, партийный и государственный деятель (расстрелян).
  - Алексей Иванович Рыков, российский революционер, политический и государственный деятель, председатель СНК СССР в 1924—1930 годах (расстрелян).
  - Файзулла Губайдуллаевич Ходжаев, советский партийный и государственный деятель (расстрелян).
  - Василий Фомич Шарангович, советский партийный и государственный деятель (расстрелян).
- 20 марта — Александр Малинов, пятикратный премьер-министр Болгарии.
- 12 апреля — Фёдор Иванович Шаляпин, русский оперный и камерный певец.
- 14 апреля — Владимир Иванович Нарбут, русский поэт и литературный критик (расстрелян).
- 21 апреля — Борис Андреевич Пильняк, русский советский писатель, прозаик (расстрелян).
- 25 апреля — Яков Христофорович Петерс, русский революционер, один из создателей и первых руководителей ВЧК (расстрелян).
- 4 мая — Карл фон Осецкий, немецкий журналист и поэт, издатель, общественный деятель, лауреат Нобелевской премии мира 1935 года.
- 5 мая — Дзигоро Кано, создатель дзюдо, основатель школы Кодокан.
- 15 мая — Цао Кунь, президент Китайской республики в 1923—1924 годах.
- 18 мая — Михаил Бабушкин, советский полярный лётчик, Герой Советского Союза.
- 13 июня — Шарль Эдуар Гийом, швейцарско-французский физик, лауреат Нобелевской премии по физике 1920 года.
- 29 июня — Иван Панфилович Белов, советский военный деятель, командарм 1-го ранга (расстрелян).
- 18 июля — Мария Эдинбургская, последняя королева Румынии (в 1914—1927).
- 28 июля
  - Иосиф Михайлович Варейкис, советский партийный и государственный деятель (расстрелян).
  - Иоаким Иоакимович Вацетис, советский военный деятель, командарм 2-го ранга (расстрелян).
- 29 июля
  - Яков Иванович Алкснис, советский военный деятель, командарм 2-го ранга (расстрелян).
  - Ян Карлович Берзин, советский военный деятель, армейский комиссар 2-го ранга (расстрелян).
  - Павел Ефимович Дыбенко, советский военный деятель, командарм 2-го ранга (расстрелян).
  - Епифан Иович Ковтюх, советский военный деятель, комкор (расстрелян).
  - Николай Кириллович Антипов, советский партийный и государственный деятель (расстрелян).
  - Владимир Петрович Затонский, советский партийный и государственный деятель (расстрелян).
  - Николай Васильевич Крыленко, советский партийный и государственный деятель (расстрелян).
  - Валерий Иванович Межлаук, советский партийный и государственный деятель (расстрелян).
  - Осип Аронович Пятницкий, советский партийный и государственный деятель (расстрелян).
  - Ян Эрнестович Рудзутак, советский партийный и государственный деятель (расстрелян).
  - Иосиф Станиславович Уншлихт, советский партийный и государственный деятель (расстрелян).
  - Василий Владимирович Шмидт, советский партийный и государственный деятель (расстрелян).
  - Яков Аркадьевич Яковлев, советский партийный и государственный деятель (расстрелян).
- 1 августа
  - Андрей Сергеевич Бубнов, советский государственный, политический и военный деятель (расстрелян).
  - Яков Саулович Агранов, деятель советских органов государственной безопасности, комиссар государственной безопасности 1-го ранга (расстрелян).
  - Эдуард Петрович Берзин, деятель советских органов государственной безопасности (расстрелян).
- 2 августа — Яков Михайлович Юровский, революционер, руководитель расстрела царской семьи.
- 5 августа — Андрей Аргунов, святой Русской православной церкви, новомученик (расстрелян) (род. 1904)
- 7 августа — Константин Сергеевич Станиславский, русский и советский театральный деятель.
- 19 августа — Александр Иванович Верховский, русский военный деятель, военный министр Временного правительства, генерал-майор царской армии, комбриг РККА (расстрелян).
- 22 августа — Пётр Максимович Фельдман, советский военный деятель, дивизионный комиссар, начальник Политуправления Черноморского флота СССР (расстрелян).
- 20 сентября — Мария Тереза Святого Иосифа, блаженная римско-католической церкви, монахиня.
- 3 октября — Александру Авереску, румынский военный и государственный деятель, маршал, премьер-министр Румынии в 1920—1921, 1926—1927 годах (род. в 1859).
- 12 октября — Кирилл I Владимирович, «титулярный император Всероссийский»
- 17 октября — Карл Каутский, немецкий экономист, историк, публицист, теоретик марксизма.
- 9 ноября — Василий Константинович Блюхер, советский военный, государственный и партийный деятель, маршал Советского Союза.
- 10 ноября — Мустафа Кемаль Ататюрк, османский и турецкий государственный, политический и военный деятель, основатель современного турецкого государства.
- 30 ноября — Корнелиу Зеля Кодряну румынский политический деятель, основатель и лидер движения «Легион Архангела Михаила», более известного как «Железная гвардия».
- 11 декабря — Кристиан Лоус Ланге, норвежский политик, лауреат Нобелевской премии мира 1921 года.
- 15 декабря — Валерий Павлович Чкалов, советский лётчик-испытатель, Герой Советского Союза (род. в 1904).
- 25 декабря — Карел Чапек, чешский писатель.
- 27 декабря
  - Осип Эмильевич Мандельштам, русский поэт и переводчик (умер в лагере)
  - Григорий Георгиевич Белых, советский писатель, соавтор книги «Республика ШКИД» (умер в тюрьме).

## Нобелевские премии
- Физика — Энрико Ферми — «За доказательства существования новых радиоактивных элементов, полученных при облучении нейтронами, и связанное с этим открытие ядерных реакций, вызываемых медленными нейтронами».
- Химия — Рихард Кун — «в знак признания проделанной им работы по каротиноидам и витаминам».
- Медицина и физиология — Корней Хейманс — «За открытие роли синусного и аортального механизмов в регуляции дыхания».
- Литература — Перл Бак — «За многогранное, поистине эпическое описание жизни китайских крестьян и за биографические шедевры».
- Премия мира — Нансеновская международная организация по делам беженцев.